# Anderson (condado de Burnett, Wisconsin)
Anderson es un pueblo ubicado en el condado de Burnett en el estado estadounidense de Wisconsin. En el Censo de 2010 tenía una población de 398 habitantes y una densidad poblacional de 2,4 personas por km². Se encuentra a la orilla izquierda del río St. Croix, que lo separa de Minnesota.

## Geografía
Anderson se encuentra ubicado en las coordenadas 45°40′13″N 92°46′34″O / 45.67028, -92.77611. Según la Oficina del Censo de los Estados Unidos, Anderson tiene una superficie total de 165.72 km², de la cual 162.66 km² corresponden a tierra firme y (1.84%) 3.05 km² es agua.

## Demografía
Según el censo de 2010, había 398 personas residiendo en Anderson. La densidad de población era de 2,4 hab./km². De los 398 habitantes, Anderson estaba compuesto por el 98.49% blancos, el 0.25% eran afroamericanos, el 0% eran amerindios, el 0% eran asiáticos, el 0% eran isleños del Pacífico, el 0.25% eran de otras razas y el 1.01% pertenecían a dos o más razas. Del total de la población el 0.25% eran hispanos o latinos de cualquier raza.